# انواع آش تبریز
فهرست انواع آش‌های سنتی تبریز :
- قوروت آش (آش کشک)
- یوغورت آش (آش ماست)
- بامادور آشی (آش گوجه فرنگی)
- آبغورا آشی (آش آبغوره)
- اوماج آشی (آش اوماج)
- قوروت قیله آشی (آش قیله کشک)
- اریک الچه آشی (آش زردآلو و گوجه سبز )
- سیرکه شیره لی آش (آش سرکه و شیرین)
- شیله
- ترشولی آش
- تندیر آشی
- داش کلم بورانیسی
- مرجمک شیله سی(شیله عدس)